# Monestir de Rila
El monestir de Rila o monestir de Sant Joan de Rila (en búlgar: Рилски Манастир, Rilski Manastir), és el monestir més important de Bulgària. Va ser fundat al segle x per l'ermità Joan de Rila (en búlgar Ибан Рилски, Ivan Rilski). El monestir està situat a la vall del riu de Rila, a les muntanyes de Rila, al sud-oest de Bulgària, a uns 120 quilòmetres de la capital Sofia.

## Història
Joan de Rila (Ivan Rilski) es va retirar com a ermità a les muntanyes de la serralada de Rila. La seva hagiografia explica que va viure en l'espai buit d'un arbre tallat en forma de taüt, i que aviat es va estendre la seva fama de santedat i van acudir en la seva companyia altres persones que volien seguir el seu exemple. Al final de la seva vida va fundar el monestir per albergar tots aquests monjos ermitans.
La tomba de sant Joan de Rila es va convertir en un lloc sagrat i el primitiu monestir anà transformant-se en un complex més gran. Ocupà un paper important en la vida espiritual i social de la Bulgària medieval. El 1833 un incendi el va destruir gairebé del tot. Foren els edificis més antics que van aconseguir sobreviure al foc. De seguida, però, va ser reconstruït entre 1834 i 1862.

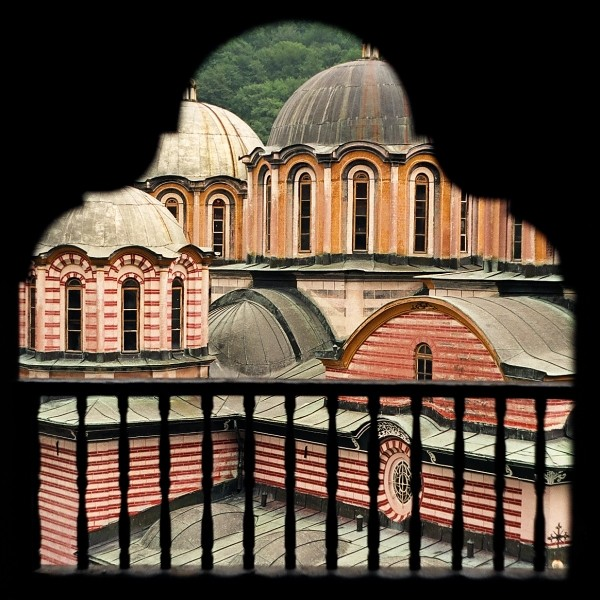
Monestir de Rila

El monument és un exemple característic de la resistència búlgara (del segle xviii al segle xix) i simbolitza el sentiment d'identitat cultural eslavita després de segles d'ocupació per l'Imperi Otomà. El monestir fou declarat Patrimoni de la Humanitat per la UNESCO l'any 1983.
En la novel·la La historiadora (2005) d'Elizabeth Kostova, el monestir n'és un dels escenaris.

## Arquitectura i art
Tot el complex ocupa una superfície de 8.800 m² i és de forma trapezoidal, al voltant del pati interior (3.200 m²), on es troba la torre i l'església principal. Aquesta, dedicada a la Nativitat de la Mare de Déu (en búlgar: Рождество Богородично, Rozhdestvo Bogorodichno), va ser erigida a mitjan segle xix per l'arquitecte Pavel Ivanovich, que va treballar-hi entre 1834 i 1837. L'església té cinc cúpules, tres altars i dues capelles laterals. Un dels elements més preuats a l'interior és la iconòstasi daurat i platejat, famós per la seva talla en fusta, obra de cinc artesans que invertiren quatre anys en la seva creació. Els frescs, acabats el 1846, són el treball de molts mestres provinents de Bansko, Samokov i Razlog, incloent els coneguts germans Zahari Zograf i Dimitar Zograf. L'església també acull moltes icones de valor, d'entre els segles XIV i xix.
La part residencial del monestir s'estructura en quatre pisos (sense comptar el soterrani). Consta de 300 cel·les, quatre capelles, les estances de l'abat, una cuina (coneguda per les marmites enormes, on hi cap un bou sencer), una biblioteca amb 250 manuscrits antics i 9.000 impresos, 30 escriptoris, un gran refectori, hospital, magatzems, forns de pa i habitacions per als benefactors. L'exterior del complex, amb els seus alts murs de pedra de 24 metres i petites finestres, té aspecte de fortalesa.

## Museu del monestir
El museu del monestir de Rila és particularment famós per la Creu de Rafail, una creu de fusta feta d'una sola peça (81 × 43 cm). Va ser tallada per un monjo anomenat Rafail que recrea 104 escenes religiosos i 650 figures en miniatura. El treball invertit en aquesta peça s'allargà un mínim de dotze anys, abans que el 1802 el monjo perdés la vista